# Assar Lindeblad

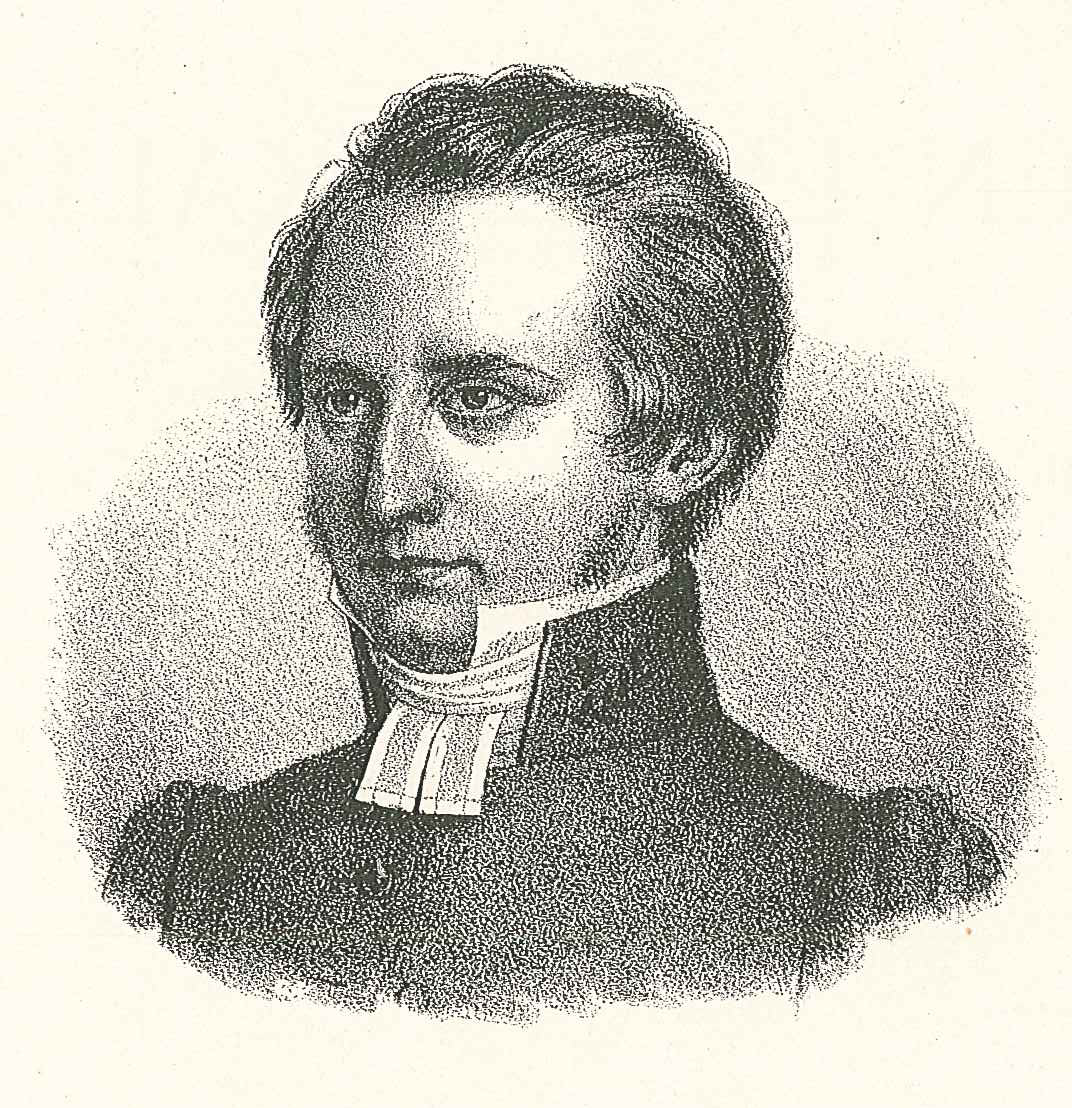
Assar Lindeblad på en litografi från omkring 1840.

Assar Lindeblad, född den 19 december 1800 i Lackalänga socken i Skåne, död den 3 mars 1848 i Öveds prästgård, var en svensk präst och skald.
Lindeblad skrev psalmer redan som ung. Han fick faderlig uppmuntran av Esaias Tegnér, till vars prebende (Stävie pastorat) hans hemort hörde. Han blev student vid Lunds universitet 1818 och prästvigdes 1823, men måste kort därefter lämna Lund till följd av ett epigram som ansågs innehålla personangrepp. 
Lindeblad skötte därefter predikoförordnande i Blekinge, blev filosofie magister 1829 och docent i estetik 1831, förestod 1834-38 estetiska professuren och tillträdde 1838 kyrkoherdebefattningen i Öveds patronella pastorat, där han utnämnts 1836. Han blev häradsprost 1847.
Lindeblad beundrade Tegnér och influerades mycket av honom i sin egen diktning. Lindeblad hade i religiöst hänseende tidigt tagit intryck av Henric Schartau, till vars stränga riktning han slöt sig. Han var för övrigt allt annat än kritiskt lagd. Livet och naturen såg han genom romantikens synglas och idéinnehållet i hans dikter är inte särskilt betydande. 
Sedan Tegnér hade flyttat till Växjö var Lindeblad, före C.V.A. Strandbergs uppträdande, Lunds representative skald. Svenska akademien gav honom tre gånger sitt andra pris. Lindeblads förstlingsalster, Cylinda (1824), ett romantiskt poem, som företer reminiscenser från Byron och Tegnérs "Axel", följdes av Månskensqvällarne (1825), Blekingsblommor (1828) och Dikter (2 band, 1832-1833).
Senare kom Religiösa sånger (1843, översatta till norska samma år; bland dem Sång vid jubelfesten 1830 och Christi seger, riktad mot David Strauss), Fosterländska sånger (samma år), bland vilka åtskilliga tilltalande bilder ur Sveriges historia förekommer, samt arton Missionssånger (1846). 
"Hans längre berättande eller monologiserande dikter (Jemtlandsbruden, Elias, Fremlingen, Missionären m. fl.) ega", skriver Eugen Fahlstedt i Nordisk Familjebok, "icke mycket värde." Anonymt skrev han noveller. Lindeblad sammanförde utdrag ur sina litteraturhistoriska föreläsningar till en mindre bok, Svenska sången (1832). 
Lindeblads andliga vältalighet presenteras i de postuma verken Högmessopredikningar (1849; 2:a upplagan 1855) samt Tillfällighetspredikningar och andliga tal (1850). Han utgav även Henrik Schartaus lefnad och lära (1837; 2:a upplagan 1864; översatt till tyska 1843). Lindeblads Samlade vittra skrifter, I, med levnadsteckning, utgavs 1851 av Peter Wieselgren.